# 2-й механизированный разведывательный батальон
2-й механизированный разведывательный батальон (англ. 2nd Light Armored Reconnaissance Battalion) — тактическое формирование войсковой разведки Корпуса морской пехоты США. Находится в составе 2-й дивизии морской пехоты.
Сокращённое наименование в английском языке — 2nd LAR Battalion.
Подразделение базируется в Кэмп-Лежен, Северная Каролина. Текущая миссия батальона заключается в выполнении общевойсковых задач по разведке и обеспечению безопасности в поддержку наземного боевого элемента (GCE) воздушно-наземной оперативной группы морской пехоты (MAGTF). Его миссия заключается в проведении разведки, обеспечении безопасности и экономии силовых операций, а также, в пределах своих возможностей, ограниченных наступательных или оборонительных операций, которые используют мобильность подразделения и огневую мощь.
2-й механизированный разведывательный батальон может функционировать как независимый маневренный элемент или как элемент более крупного подразделения, такого как полковая тактическая группа, или подчинённые ему роты могут поддерживать другие тактические подразделения КМП.
Основной транспорт батальона — 8-колёсная боевая разведывательная машина LAV-25 и машины на его базе.

## Эмблемы рот

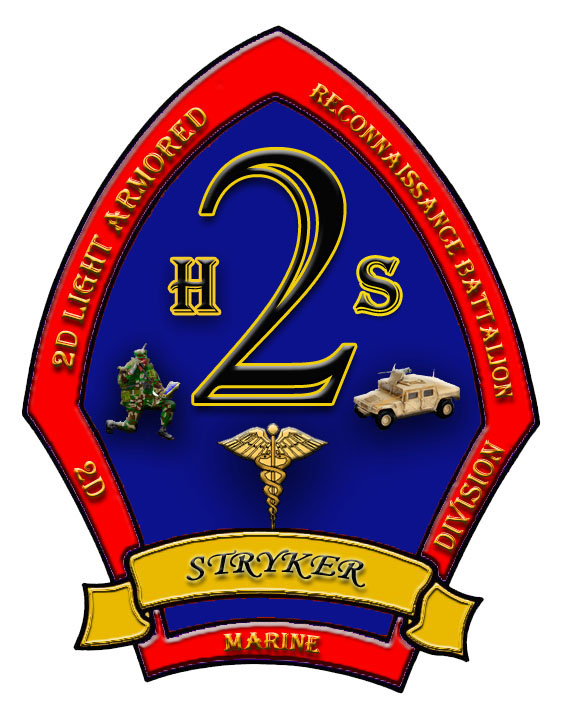
Штабная рота (Stryker)
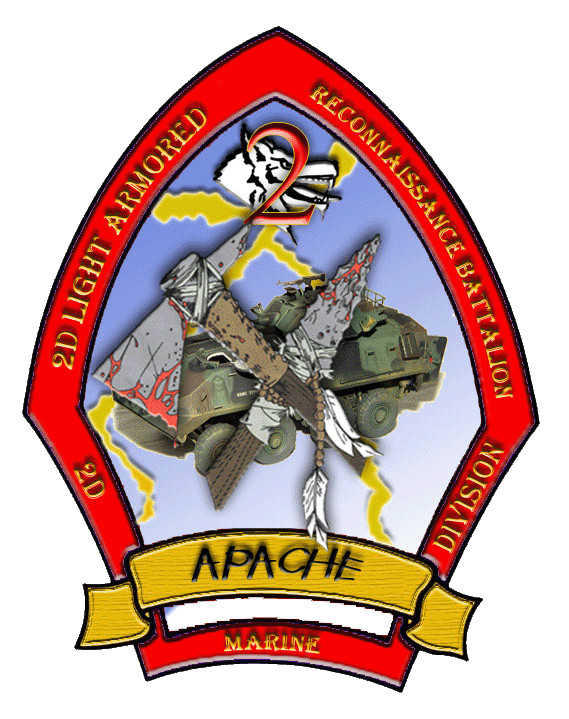
Рота Альфа (Apache)
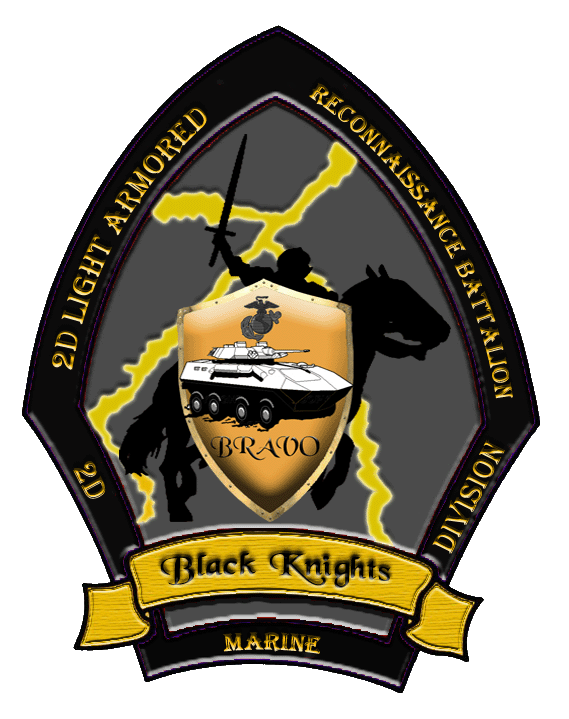
Рота Браво (Black Knights)
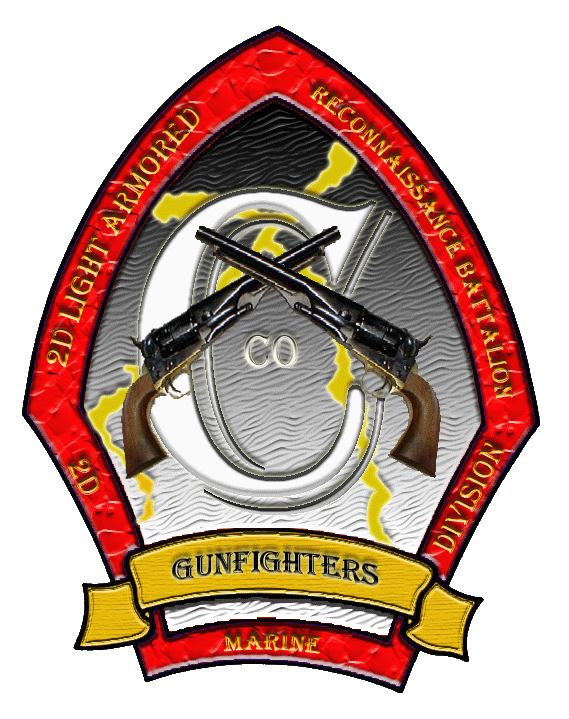
Рота Чарли (Gunfighters)
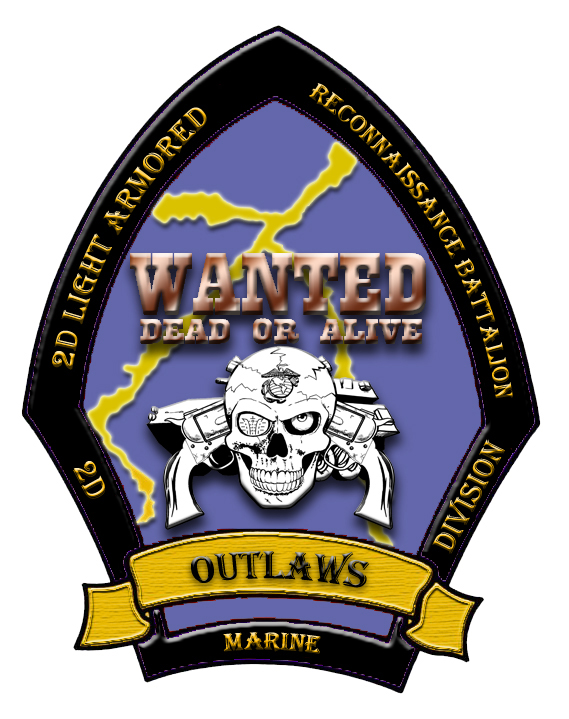
Рота Дельта (Outlaws) (расформирована)

## Организация

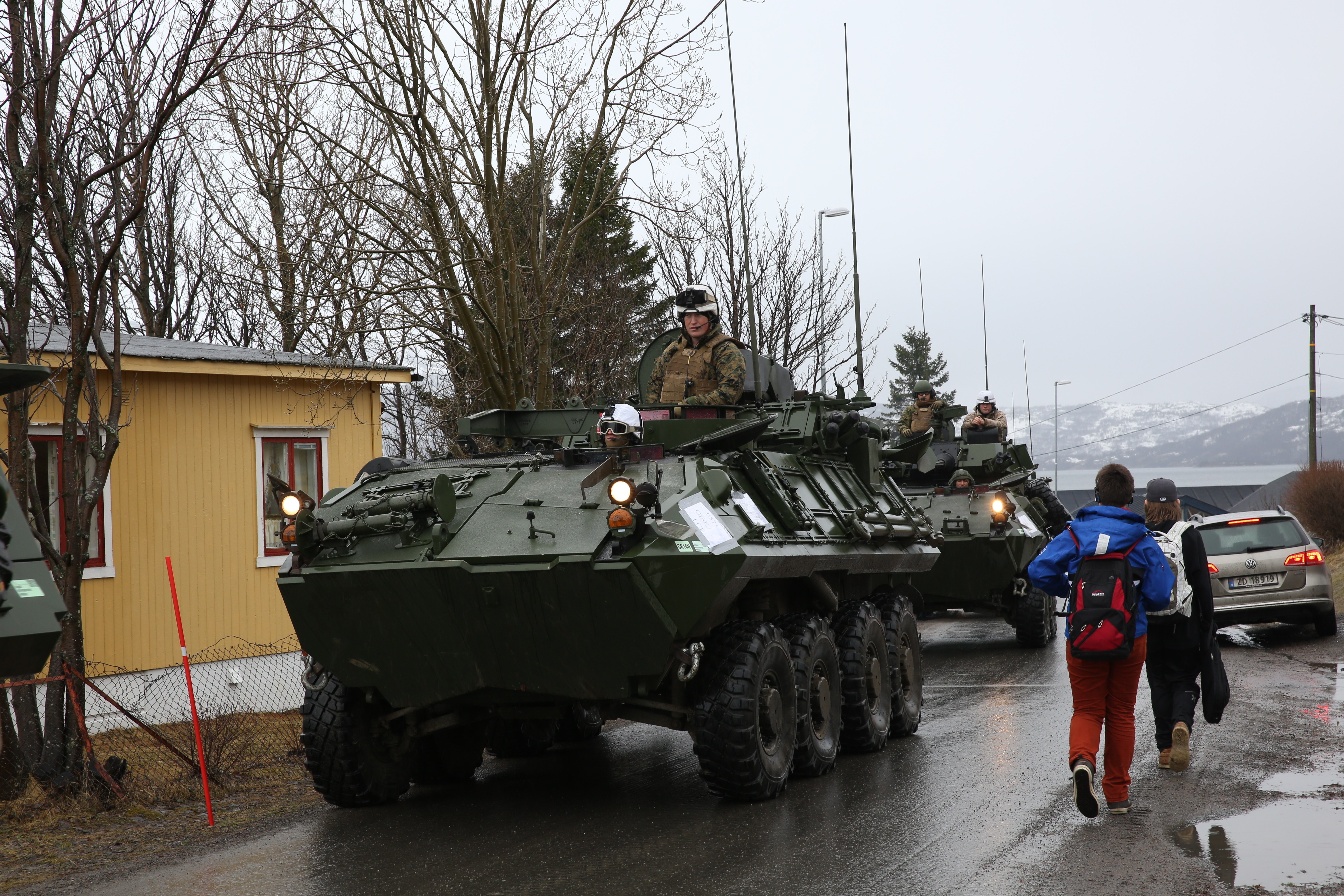
Морские пехотинцы 2-го механизированного разведывательного батальона покидают на LAV-25 и LAV-R город Сёррейса, Норвегия, для достижения своей цели в городе Брёстадботн в рамках учений «Холодный ответ 2014» (Cold Response 2014), 13 марта 2014 года.

Организация батальона позволяет ему выполнять весь спектр командных функций. Мобильность LAV максимизируется, когда батальону определяются отдельные задачи либо для GCE, либо для любого из его подэлементов. Батальону также могут быть определены задачи, требующие размещения его или подчиненных ему рот в поддержку других формирований MAGTF. Батальон и каждая из его рот обладают возможностями по техническому обслуживанию и восстановлению, а также достаточным количеством средств связи для длительного ведения войны в отрыве от основных сил.
2-й батальон LAR приписан ко 2-й дивизии морской пехоты и располагает 3 линейными ротами, а также штабом и ротой обслуживания.

### Варианты БТТ
2-й механизированный разведывательный батальон оснащен шестью вариантами бронемашин на базе LAV-25:
- LAV-25 (боевая разведывательная машина).
- LAV-AT (самоходный противотанковый ракетный комплекс).
- LAV-M (81-мм самоходный миномёт).
- LAV-C2 (командно-штабная машина).
- LAV-L (логистическая машина).
- LAV-R (бронированная ремонтно-эвакуационная машина).

### Скауты
Морские пехотинцы, имеющие военно-профессиональную специальность (MOS) 0311, стрелок, назначаются в батальон в качестве разведчиков. Скауты проходят скаутскую подготовку в батальоне. Разведчики используются не так, как механизированная пехота. Каждая LAV-25 несет трёх разведчиков, которые обучены и организованы для работы в поддержку LAV-25. Скауты следует рассматривать как неотъемлемую часть возможностей использования транспортного средства. Транспортное средство/разведывательная команда — это целостная система, в которой транспортное средство и его разведчики зависят друг от друга в плане безопасности, мобильности и огневой мощи.

### Плотность войск
LAV-25 перевозит трёх членов экипажа и четырёх человек личного состава (обычно трёх разведчиков и санитара, инженера или механика) на каждую машину. Штат батальона предусматривает 216 разведчиков. Батальон не предназначен для операций, требующих большого количества пехоты, для которых предназначены к использованию мотопехотные подразделения из-за их высокой плотности войск. LAV-25 не следует рассматривать как боевую машину пехоты или как бронетранспортёр. Эта машина представляет собой бронированную разведывательную машину, которой не хватает броневой защиты и плотности войск для выполнения задач, обычно возлагаемых на мотопехотное подразделение.

## История
2-й механизированный разведывательный батальон сформирован в мае 1985 года в Кэмп-Лежене, и он начал получать свои первые LAV в июне 1984 года. Батальон претерпел несколько изменений названия, прежде чем в 1994 году стать механизированным разведывательным (Light Armored Reconnaissance). Это было сделано для того, чтобы лучше отразить возможности и задачи батальонов, оснащённых LAV.

### Вторжение США в Панаму
Операция «Правое дело» в Панаме в 1989 году была первым случаем, когда LAV-25 были задействованы в боевых условиях. Когда американские войска вторглись в страну, чтобы арестовать президента-диктатора Мануэля Норьегу и привлечь его к ответственности за незаконный оборот наркотиков. Роты 2-го мехрб начали развёртывание в Панаме в 1988 году и провели учения по обеспечению свободы передвижения по всей стране и продемонстрировали свои десантные возможности, переплыв панамский канал. Во время операции «Правое дело» LAV продемонстрировали свою универсальность в поддержке Сил специальных операций, блокировании основных автомагистралей и обеспечении безопасности важных объектов. Первая потеря для батальона также произошла 20 декабря 1989 года, когда сержант Гаррет Айзек был убит в бою. Он был награждён Серебряной звездой (посмертно).

### Операция «Буря в пустыне»
Приказ об атаке предписывал 2-му батальону LAR прикрывать фронт и фланги дивизии на кувейтской стороне вала, начиная с 21 февраля. Батальон должен был «попытаться выявить любые бреши в полосе препятствий и найти альтернативное место прорыва для бригады „Тигр“ на северо-западе». Эта последняя задача была особенно важна на случай, если основные усилия дивизии по прорыву потерпят неудачу или будут задержаны противником. Альтернативное место прорыва позволило бы бригаде «Тигр» перебросить свою тяжёлую бронетехнику вокруг фланга дивизии и помочь прорвать оставшуюся часть дивизии. Хотя в конечном счете в этом не было необходимости, это было важное непредвиденное обстоятельство, которое следовало предвидеть.
2-й батальон LAR вместе со своим вспомогательным артиллерийским подразделением 1—3-й артиллерийским дивизионом из 1-й бригады «Тигр» СВ США искали контакта и сообщали информацию о вражеских войсках, действиях и оборудовании. Действуя почти непрерывно под противотанковым, ракетным и непрямым огнём, роты батальона по меньшей мере 17 раз вступали в бой с вражескими войсками, артиллерией и танками, используя штатное противотанковое оружие, поддержку артиллерийского огоня 10-го полка морской пехоты, 1—3-й артдивизион и непосредственную поддержку с воздуха. В течение этих трёх дней батальон отразил многочисленные атаки противника, уничтожил 12 вражеских танков, ещё 35 танков ударами с воздуха и захватил 120 военнопленных.
С апреля 1991 по январь 1992 года 2-й батальон LAR обеспечивал подразделения 24-го и 26-го экспедиционных отрядов морской пехоты (эомп) в рамках операции «Обеспечить комфорт» в северном Ираке. 15 мая 1991 года 24-й экспедиционный отряд морской пехоты форсировал реку Тигр.

### Война в Афганистане (2001—2021)
В конце 2001 года 2-й батальон высадился в Кэмп-Рино в Афганистане, который уже удерживался 15-м экспедиционным отрядом морской пехоты, чтобы начать наступление на Кандагар. Объединённое подразделение, сформированное 2-м и 3-м механизированными разведбатальонами и 15-м и 26-м эомп, атаковало и захватило международный аэропорт Кандагара в декабре 2001 года. Дальнейшие операции будут проводиться с этого места вплоть до февраля 2002 года, включая наиболее заметную операцию «Анаконда». В феврале 2002 года эта база была передана 101-й воздушно-десантной дивизии.

### Иракская война
В начале 2003 года все три действующих механизированных разведывательных батальона КМП и один резервный батальон были мобилизованы и развёрнуты в Кувейте для участия в операции «Иракская свобода». Батальоны LAR сопровождали полковую тактическую группу № 5 (RCT-5), а подразделения 1-го батальона LAR, приданные RCT-5, были одними из первых наземных боевых подразделений в Ираке. Генерал-лейтенант Конвей (Conway), командующий MEF, решил направить войну вперёд, используя пару LAV-C2 для командования и контроля. LAV из 2-го батальона LAR полковой тактической группы № 1 (RCT-1), прорвались через город Насирия после того, как встретили жесткое сопротивление федаинов. Оказавшись в Багдаде, 1-й, 2-й и 3-й батальоны LAR были реорганизованы в оперативную группу «Триполи», чтобы продолжить наступление на север и захватить родной город Саддама Хусейна Тикрит. По пути бойцы 3-го батальона LAR спасли американских военнопленных от иракцев. Операция «Иракская свобода» ознаменовалась самым длительным проникновением морской пехоты США вглубь страны за всю историю, и ни одно подразделение не продвинулось дальше и быстрее, чем батальоны LAR, что ещё раз доказало их невероятную универсальность и возможности.
С начала операции «Иракская свобода» батальон завершил четыре 7-месячных развёртывания. Они участвовали во вторжении в Ирак в 2003 году. Рота «Дельта» возвращалась с февраля по сентябрь 2004 года, рота «Альфа» — с сентября 2004 по март 2005 года, а затем компания «Чарли» вернулась с марта по октябрь 2005 года для патрулирования в юго-западной части провинции Анбар. Следует также отметить, что в 2005 году на короткий промежуток времени была создана рота «Эхо». Для своего 3-го развёртывания 2-й батальон LAR вернулся в разделённый район операций в Ираке в сентябре 2006 года и оставалась там до возвращения в Кэмп-Лежен в апреле 2007 года. В лагере Корейская Деревня (Korean Village) была размещена рота Чарли вместе с половиной роты H&S. На боевом аванпосте Равах были размещены Альфа, Дельта и другая половина роты H&S. Во время последнего развёртывания в батальоне погибло в бою четыре морских пехотинца.

## Награды
| Лента | Награда                                                                    |
|       | Президентский знак отличия                                                 |
|       | Благодарность части Военно-морского флота                                  |
|       | Похвальная благодарность армейской воинской части                          |
|       | Медаль «За службу национальной обороне»                                    |
|       | Медаль «За службу в Юго-Западной Азии»                                     |
|       | Медаль «За кампанию в Афганистане»                                         |
|       | Медаль «За Иракскую кампанию»                                              |
|       | Медаль «За службу в экспедиционных войсках глобальной войны с терроризмом» |
|       | Медаль «За участие в глобальной войне с терроризмом»                       |
|       | Медаль «За участие в кампании „Неотъемлемая решимость“»                    |